# Lega Nazionale A 1995-1996 (calcio femminile)
La Lega Nazionale A 1995-1996, campionato svizzero femminile di prima serie, si concluse con la vittoria del DFC Berna.

## Classifica
|  | Pos. | Squadra           | Pt | G  | V  | N | P  | GF | GS | DR  |
|  | ---- | ----------------- | -- | -- | -- | - | -- | -- | -- | --- |
|  | 1.   | Berna             | 50 | 18 | 16 | 2 | 0  | 74 | 9  | +65 |
|  | 2.   | Sursee            | 40 | 18 | 13 | 1 | 4  | 53 | 29 | +24 |
|  | 3.   | Blue Stars Zurigo | 38 | 18 | 11 | 5 | 2  | 65 | 27 | +38 |
|  | 4.   | Schwerzenbach     | 27 | 18 | 8  | 3 | 7  | 42 | 30 | +12 |
|  | 5.   | Malters           | 27 | 18 | 8  | 3 | 7  | 40 | 29 | +11 |
|  | 6.   | Rot-Schwarz Thun  | 26 | 18 | 7  | 5 | 6  | 40 | 32 | +8  |
|  | 7.   | Rapid Lugano      | 19 | 18 | 4  | 7 | 7  | 23 | 33 | -10 |
|  | 8.   | Seebach           | 16 | 18 | 4  | 4 | 10 | 26 | 50 | -24 |
|  | 9.   | San Gallo         | 8  | 18 | 2  | 2 | 14 | 18 | 61 | -43 |
|  | 10.  | Bethlehem         | 2  | 18 | 0  | 2 | 16 | 13 | 94 | -81 |

Legenda:

      Campione di Svizzera.
      Relegata in Lega Nazionale B.
Note:

Tre punti a vittoria, uno a pareggio, zero a sconfitta.